# Cala Pedrosa (Torroella de Montgrí)
La Cala Pedrosa és una de les cales i refugis naturals del massís del Montgrí situada a Torroella de Montgrí, a uns 9 km del nucli de l'Estartit. Té una longitud de 12 m i una amplada de 51 m, formada per còdols. La cala fa honor al seu nom, és plena de pedres de totes mides i formes i està envoltada de pins i roques. S'hi pot arribar a peu des de l'Estartit a través de la pista forestal que condueix a l'Escala. Un cop trobat el desviament senyalitzat, el camí mena a un corriol que s'endinsa per un torrent de blocs, còdols i grava fina. És una platja sense serveis i poc profunda. La part submergida de la cala forma un corredor d'uns 100 metres de llargària i poc més de 50 metres d'amplària encarat a llevant que resta protegida de l'embat de les onades per l'illa de la Pedrosa.